# House of D

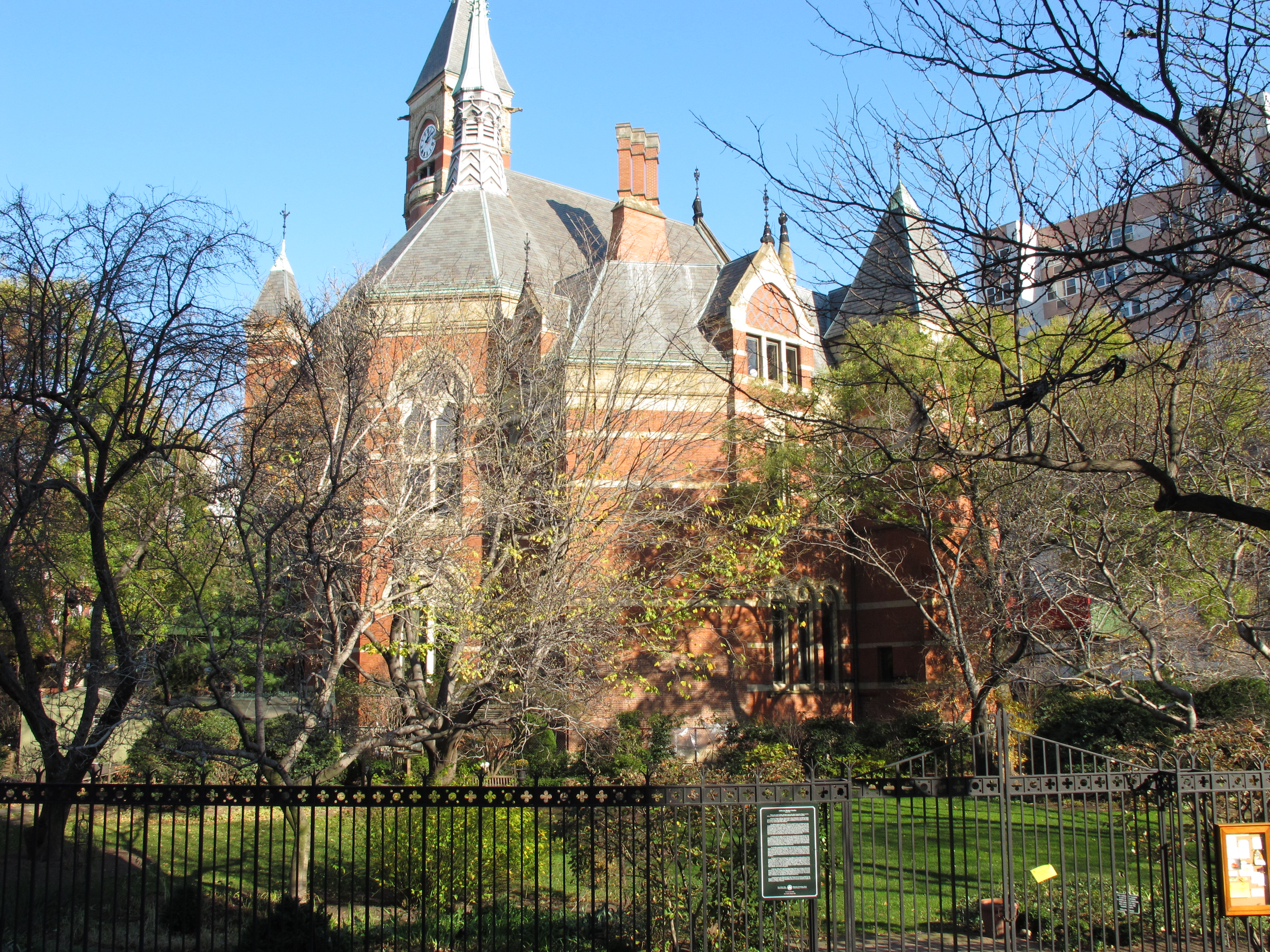
Jefferson Market Garden

House of D ist ein US-amerikanisches Filmdrama mit David Duchovny als Hauptdarsteller, Regisseur und Drehbuchautor. Die Erlebnisse eines 12-jährigen Jungen werden in Form einer Rahmenhandlung erzählt. Duchovny ließ autobiografische Elemente einfließen. Premiere war am 7. Mai 2004 auf dem Tribeca Film Festival.

## Handlung
Thomas Warshaw erlebte in den 1970er Jahren als New Yorker Teenager den Selbstmord seiner Mutter. Ein harter Schlag für den Jungen, dessen Vater zuvor an Krebs starb. Mit erst 13 Jahren kehrt er als Vollwaise New York den Rücken. In Paris gründet er als Erwachsener eine Familie, verheimlicht aber seine Vergangenheit. Den 13. Geburtstag seines Sohnes Odell nimmt er zum Anlass die tragischen Ereignisse seiner Kindheit seinen nächsten Angehörigen zu offenbaren. Ganz unschuldig ist er nämlich nicht am Tod seiner Mutter. Ein Vergehen seines Freundes Pappass nahm er auf seine Kappe. Die Schulleitung drohte ihm mit Sanktionen, was natürlich auch seine psychisch angeschlagene Mutter Katherine erfuhr. Eine Überdosis Schlaftabletten sorgte in der darauffolgenden Nacht für den Hirntod bei Tommys Mutter. Die eingeleitete intensivmedizinische Behandlung blieb aussichtslos. Deshalb deaktivierte Tommy die Beatmungsmaschine und führte somit den vorzeitigen Tod seiner Mutter herbei.

## Hintergrund
Das Budget des Independent-Films wird auf 6 Mio. US-Dollar geschätzt. Die weltweiten Einnahmen werden mit knapp 390.000 Dollar beziffert. Gedreht wurde in New York City und Paris. Das Frauengefängnis „House of D“ gab es tatsächlich in New York. Es wurde 1974 abgerissen. Auf dessen Areal befindet sich heute der Jefferson Market Garden. Das Reihenhaus der Familien Warshaw und Pappass befindet sich in der South Portland Avenue, einen Steinwurf vom südlichen Ende des Fort Green Parks entfernt.
Kameramann Michael Chapman ist in einer kleinen Nebenrolle als Concierge/Portier zu sehen.

### Filmmusik
Während des Abspanns ist Stevie Wonder mit seinem Song As zu hören. Weitere Stücke sind:
- Hold Your Head Up – Argent
- Don’t Look Back – Them feat. Van Morrison
- Melissa – Erykah Badu
- Funk #49 – James Gang
- Samba Pa Ti
- China Grove – The Doobie Brothers
- Harmony – Elton John